# 格羅瓦尼亞 (喬治亞州)
格洛瓦尼亞（英語：Grovania）是位於美國喬治亞州休斯敦縣的一個非建制地區。該地的面積和人口皆未知。

## 地理
格洛瓦尼亞的座標為32°21′58″N 83°39′48″W / 32.36611°N 83.66333°W，而該地的平均海拔高度為132米（即433英尺）。